# 陸耳御笠
陸耳御笠（くがみみのみかさ）とは、古代の丹後国にいたと伝えられる土蜘蛛。ただし、唯一の出典とされている『丹後国風土記残缺』を偽書とする説もある。
『丹後国風土記残缺』の奥書には室町時代の長享年間に智印という僧侶が資益王（白川資益）から借りた『丹後国風土記』を写本であると記されており、同書はその一部分（加佐郡の一部）の残欠とされている。
『丹後国風土記残缺』によると、由良川の下流に陸耳御笠と言う土蜘蛛が暴れていたため、崇神天皇が弟の日子坐王を派遣してこれを討ったところ、陸耳御笠は與佐大山に逃れたという。
與佐大山は現在の大江山のこととされ、陸耳御笠を「大江山最初の鬼」とする評価もある。また、陸耳御笠の正体を大和朝廷に服従しなかった海人族と呼ばれる渡来人系の土豪とする説もある（谷川健一『青銅の神の足跡』における説）。
ただし、『丹後国風土記残缺』については偽書説があり、現在では中世から近世にかけて作られた偽書と推定されている。ただし『丹後国風土記』という古代文献の偽物ではあるものの、内容そのものは「中世風土記」と称すべき中世説話の反映である可能性は否定できないとする考えもある。